# Sljozy kapali
Sljozy kapali (russisk: Слёзы капали) er en sovjetisk spillefilm fra 1982 af Georgij Danelija.

## Medvirkende
- Jevgenij Leonov som Pavel Ivanovitj Vasin
- Ija Savvina som Irina
- Nina Grebesjkova som Zinaida Galkina
- Aleksandra Jakovleva som Ljusja
- Boryslav Brondukov som Fjodor